# Aziz Nesin
Aziz Nesin (20. prosince 1915 jako Mehmet Nusret Nesin – 6. července 1995) byl známý turecký spisovatel a humorista, autor více než jednoho sta knih.

## Pseudonymy
Většinou psal pod jménem "Aziz Nesin", původním jménem svého otce, pod tímto pseudonymem začínal publikovat. Psal pod více než padesáti literárními pseudonymy (noms de plume), například "Vedia Nesin", což bylo jméno jeho první manželky. Toto jméno použil pro publikování milostné poezie v časopise Yedigün.

## Životopis
Nesin se narodil v roce 1915 v Heybeliada, na jednom z Princových ostrovů v Istanbulu, v dobách Osmanské říše.Je krymskotatarského původu. Po ukončení několikaleté služby vojáka z povolání stal se editorem řady satirických socialistických časopisů. Několikrát byl pro své politické názory uvězněn a hlídán National Security Service, (turecky MAH ). Jako usvědčující důkazy posloužila krádež dvou koz a jejich následný prodej za 35 lir, během vojenské služby. 
Nesin hlasitě obviňoval útisk a útlak prostých lidí. Zaměřoval se na satirizování byrokracie a odhalování ekonomických nespravedlností. Aziz Nesin obdržel mnoho cen v Turecku, Itálii, Bulharsku a dřívějším Sovětském svazu. Jeho práce byly přeloženy do více než třiceti jazyků. Později se o něm říkalo, že je jediným tureckým autorem, který se uživí pouze psaním.
6. června 1956 se oženil se spolupracovnicí z časopisu Akbaba, Meral Çelen.
V roce 1972 založil Nadaci Azize Nesina. Jejím cílem je vzít každý rok čtyři chudé, strádající děti do domova Nadace a poskytnout jim vše potřebné – ochranu, vzdělání a trénink, nástup do základní školy, dokud nenastoupí do zaměstnání. Aziz Nesin daroval Nesinově organizaci všechna práva na svoje díla nejen v Turecku, ale i ve všech ostatních zemích, včetně vydaných knih, odehraných her, všechna práva na filmy a všechna díla odvysílaná v televizi nebo rozhlase.
Aziz Nesin byl politický aktivista. Po státním vojenském převratu v roce 1980, provedeném Kenanem Evrenem, byla inteligence utlačována. Nesin vedl skupinu intelektuálů, která vystupovala proti vojenské vládě, zejména vydáním Petice intelektuálů (Aydınlar Dilekçesi)
Psal uvolněnou řečí, nekompromisně kritizoval zejména islám. Na začátku roku 1990 začal překládat kontroverzní román Satanské verše Salmana Rushdieho. Tím se stal terčem islámských radikálních organizací, které získávaly popularitu napříč Tureckem. 2. července 1993, během návštěvy multikulturního festivalu ve městě Sivas, shromáždil se kolem hotelu Madimak, ve kterém byli ubytováni návštěvníci festivalu, dav organizovaný islámskými radikály a dožadovali se práva Sharia a smrti nevěřících. Po hodinách obléhání zapálil dav hotel. Poté, co se plameny rozšířily do prvního patra, uprchl Nesin a další hosté z hotelu. Zabito bylo 37 lidí. Tato událost, známá jako sivaský masakr, byla viděna jako hlavní útok na svobodu projevu a lidská práva v Turecku, a ještě více rozšířila propast mezi nábožensky a světsky smýšlejícími lidmi.
Poslední roky života věnoval boji proti nevědomosti a náboženskému fundamentalismu.
Aziz Nesin zemřel 6. července 1995 na infarkt, po autogramiádě ve městě Çeşme. Po smrti byl pohřben na neznámém místě na půdě patřící Nesinově nadaci, bez obřadu, jak napsal ve své závěti.

## Česky vydaná díla
(v překladu Luďka Hřebíčka)
- Čtyři básně z neurologické kliniky
- Do kopce
- Jak jsem páchal sebevraždu
- Kéž vás Alláh na věky nám zachovati ráčí
- Obchodní záležitost
- Pán Ježíš a dva lidé
- Na střeše je blázen
- Spolknuté státní tajemství
- Svatý člověk
- Takhle to bylo, tak to dál nepůjde
- Ulice Istanbulu (Böyle Gelmiş, Böyle Gitmez; [autobiografie]
- Z nových básní
- Zábava na neděli

## Anglicky vydaná díla
- Memoirs Of An Exile(turecky Bir Sürgünün Hatıraları) – autobiografická vzpomínka na pobyt v exilu
- Hayri the Barber Surnâmé (turecky: Surnâme) – román
- Out of the Way! Socialism's Coming!

(Turecky Sosyalizm Geliyor Savulun!) výběr tří povídek ze sbírky povídek, kniha vyšla v zrcadlovém anglicko-tureckém překladu v sérii anglicko-tureckých knih.

### Sbírky povídek
- Out of the Way! Socialism's Coming!
- The Inspector's Coming
- The Lunatics Break Loose'
- Turkish Stories from Four Decades
- Dog Tails
- Socialism Is Coming: Stand Aside (turecky: Sosyalizm Geliyor Savulun!)
- The Tales of Nasrettin Hoca (turecky: Nasrettin Hoca Hikayeleri) – podle lidových pověstí o Nasredinu Hocovi
- Laugh or Lament – výběr povídek

- The Dance of the Eagle and the Fish

Kniha pro děti podle stejnojmenné knihy Azize Nesina.

### Svazky sestávající z povídek
- A Unique Surgical Operation
- Our House and Our Landlord
- Hang These Rascals
- The Mother of Three Angels
- I Committed Suicide
- Precious Public Funds
- What a Difference
- Government Secrets Everywhere
- The Shepherd and the Lamb
- Freedom of Expression
- The Ox Tells the Truth
- Late Comers' Competition
- I am Sorry
- A Stray Dog Named Tarzan
- The Donkey and the National Service Medal
- Agent 0X-13
- Human Offspring
- Chains and Shadows
- The Cost of a Sensational Find
- Corruption Unlimited
- Beware of the Rats Among Us
- The New Prime Minister